# 克羅韋爾山
74°20′S 64°5′W / 74.333°S 64.083°W
克羅韋爾山（英語：Mount Crowell），是南極洲的山峰，位於帕爾默地，處於勒爾山脈北部，美國地質調查局根據測量和該國海軍的空中照片繪入地圖，現時由南極條約體系管理。